# Jacob ter Veldhuis
Jacob ter Veldhuis (Westerlee, 1951. november 14. – ), becenevén JacobTV, holland avantgárd klasszikus zeneszerző. 

## Élete
Veldhuis pályáját rockzenészként kezdte, majd a gröningeni konzervatóriumban tanult zeneszerzést és elektronikus zenét. 1980-ban elnyerte a gröningeni konzervatórium zeneszerzői díját.

## Stílusa és munkái
Eddigi munkássága során olyan klasszikus műveket szerzett, amelyek a bevett mintáktól eltérőek, formabontóak. Szerzeményeinben mind a megszólaló hangok, mind a felhasznált stílusok túlmutatnak a konvencionálisan elfogadottakon, így például kísérletezik jazz és hiphopelemek felhasználásával. Éppen ezért műveit gyakran nevezik provokatívnak. Darabjaiban a klasszikus zenekari hangszerek mellett előszeretettel használ élőszöveges felvételeket is. Cheese Cake című szerzeményében például Dexter Gordon hangját hallhatjuk, ahogy felvezet egy koncertet, a Jesus Is Coming című mű pedig egy utcai prédikátor szavai köré épül. Ezentúl jellemző, hogy művei bemutatásakor valamilyen vizuális attrakció is kíséri a zenét: például videó anyagok, vagy tánc performansz.
Előbbi (videóanyaggal kísért) például a 13 részes Paradiso, ami Dante Isteni színjátékának harmadik könyvének fejezeteire épít. A Paradiso 2011. szeptember 21-én került bemutatásra. Egy másik hasonló munkája a The News című videóopera, ami a világ híradóiból válogat részleteket alaptémául. A 2012-ben, Pittsburghben, két kiemelkedő vokalistával - Lori Cotler-el és Josefien Stoppelenburg-al bemutatott The News-nak különleges helyet ad az az elképzelés is, hogy a szerző minden előadáson, bemutatón megújult anyaggal dolgozik.
A másik vizuális vonal, ami megjelenik a szerzeményei mellett a táncelőadás. A Pitch Black című munkájának 2007-es philadelphiai bemutatóján például a Miro Táncszínházzal dolgozott együtt.